# オルガヌム
オルガヌム（英: Organum）は、中世ヨーロッパで発達した合唱の技法である。西洋音楽におけるポリフォニーの原点である。

## 概要
初期のオルガヌムは二声の合唱であり、第一声が旋律を歌い、第二声がその完全四度または完全五度上を歌う形式であった。ただし曲の開始と終止では両声部はユニゾンで重ねられた。オルガヌムは元来即興的に歌われるものであり、第一声 (vox principalis) の旋律のみが記譜され、第二声 (vox organum) はそこから耳で聞いてあわせることが常であった。なお、時代が進むにつれて、主旋律以外のパートも記譜されるようになり、さらに旋律の単なる移高ではない複雑な対旋律が作られたり、３声以上のものが見られるようになった。これがポリフォニーの誕生である。

## 発展
初めてオルガヌムの定式化が行われた理論書は、895年刊の『音楽概要 Musica enchiriadis』である。この論文は、伝統的にHucbald of St. Amandによるものとされている(おそらく誤りであるといわれているが)。この書では、オルガヌムの本来の概念は現代の意味におけるポリフォニーのようなものではなく、主旋律の強化を目的としたものであるとされた。またこの書においては、オクターブの重複は許可された。
音楽のジャンルとしてのオルガヌムは、12世紀、二つの楽派の台頭によって頂点を迎えた。そのひとつが、豪華なオルガヌムで知られ、リモージュのサン･マルシャル寺院に拠点を置いた、サン・マルシャル楽派である。もうひとつが、パリのノートルダム楽派であり、レオニヌスやペロタンなど歴史的に有名な作曲家が名を連ねる。ノートルダム楽派の活動は後にモテットのような形式が生み出される原動力となった。

## 補足
初期オルガヌムにおける定旋律の完全4度または完全5度での対旋律の付加は多声音楽における対位法の発達のみならず、調性音楽での移調を生み出すきっかけをつくったといえる。例えば、第一旋法(ニ短調)の場合、4度上の対旋律はト短調に、5度上の対旋律はイ短調になる。(なお5度上の対旋律は後に第九旋法に整理された。)